# ソマリランド銀行
ソマリランド銀行（ソマリランドぎんこう、英語: The Bank of Somaliland 、ソマリ語: Baanka Somaliland）は、ソマリランドにおいて1994年に中央銀行と市中銀行の役割を兼務して設立された銀行である。ハルゲイサに本店は置かれており、全国に7つの支店を有し、ハルゲイサ、ベルベラ、ボラマ、ガビレーの各4空港に外貨為替所が設置されている。

## 銀行目的の3か条
ソマリランド銀行構成法（英語: the Constitutive Law of Somaliland Bank）にそったソマリランド銀行の目的は次の3か条にまとめられる。
- 通貨レートの維持と外貨交換
- 均衡のとれた経済成長を支援するための、信用と貿易の促進
- 政府の経済・財政方針の支援